# Schloss Seisenegg
Schloss Seisenegg liegt in der Gemeinde Viehdorf unweit der Bezirksstadt Amstetten in Niederösterreich auf einem schmalen Felsgrat, auf dem sich bereits im 13. Jahrhundert eine Doppelburganlage befand.
Seit 2005 beherbergt das in Privatbesitz befindliche Schloss ein Kulturzentrum sowie ein Standesamt und bietet so den Rahmen für Konzerte und Hochzeiten.

## Geschichte
Bereits im 13. Jahrhundert ist die Doppelburganlage Seisenegg als bedeutender Verkehrsknotenpunkt zwischen der Donau und dem Ybbsfeld nachweisbar. Ein „Heinrih de Sisaneke“ wird um 1267 in einer Lilienfelder Urkunde genannt.
Im Jahr 1303 verkauften die ritterständischen Payn/Paiger ihre Anteile an der Burg an Heinrich I. von Walsee. Zur gleichen Zeit veräußerte auch Konrad, Sohn des geächteten Konrad von Summerau, den anliegenden freieigenen Burgstall zu Seuseneck an den Walseer. Mit der Erbteilung der Walseer vom 25. Jänner 1350 kam die Feste Sewsenekk mit Schloss Scharnstein, den Gütern um Enns und weiteren Besitzungen an Reinprecht I. von Walsee, der mit seinen Söhnen Rudolf I., Reinprecht II. und Friedrich V. den sogenannten Walseer „Zweig von Seuseneck“ begründete. Bis zu ihrem Aussterben im Jahre 1483 ließen die Walseer die Burg durch Pfleger verwalten. In diese Zeit fällt auch der wesentliche Ausbau der Burg mit dem mächtigen Bergfried und der zweigeschoßigen Burgkapelle mit ihrem umfangreichen Freskenzyklus.
1483 brachte die Erbtochter Barbara von Wallsee den Besitz an die Grafen von Schaunberg. 1499 folgte Andreas „Krobath“ Ritter von Lappitz († 1506), der bereits 1484 als Pfleger auf Seisenegg eingesetzt worden war, nachdem er 11 Jahre zuvor die Herrschaft Leiben im Yspertal erworben hatte. Sein Enkel, der Jurist Ulrich von Lappitz († 1531) wird als Besitzer der Herrschaften Weitenegg, Leiben und Seisenegg genannt.
Im Jahr 1588 heiratete Christoph von Schallenberg Margaretha Marusch Lappitz von Seisenegg. Schallenberg wurde 1594 „Regent der niederösterreichischen Lande“ und 1595 Kommandant der Donauflotte.
Der aus dem Wiener Bürgertum stammende Jurist und kaiserliche Rat in der Finanzverwaltung Johann Linsmayer (1542–1608) erwarb 1598 die Burg Seisenegg sowie zahlreiche andere Besitzungen in Niederösterreich, wie etwa Schloss Weinzierl, Schlickenreith, Edla, das Amt Neustadtl, Freyenstein, Karlsbach, Wasen; und das Kupferbergwerk Radmer in der Steiermark. Dort ließ er das kleine Schlösschen Greiffenberg errichten. 1602 wurde er in den erblichen Adelsstand als „Edler von Greiffenberg“ erhoben und erhielt noch 1608 die Freiherrenwürde.

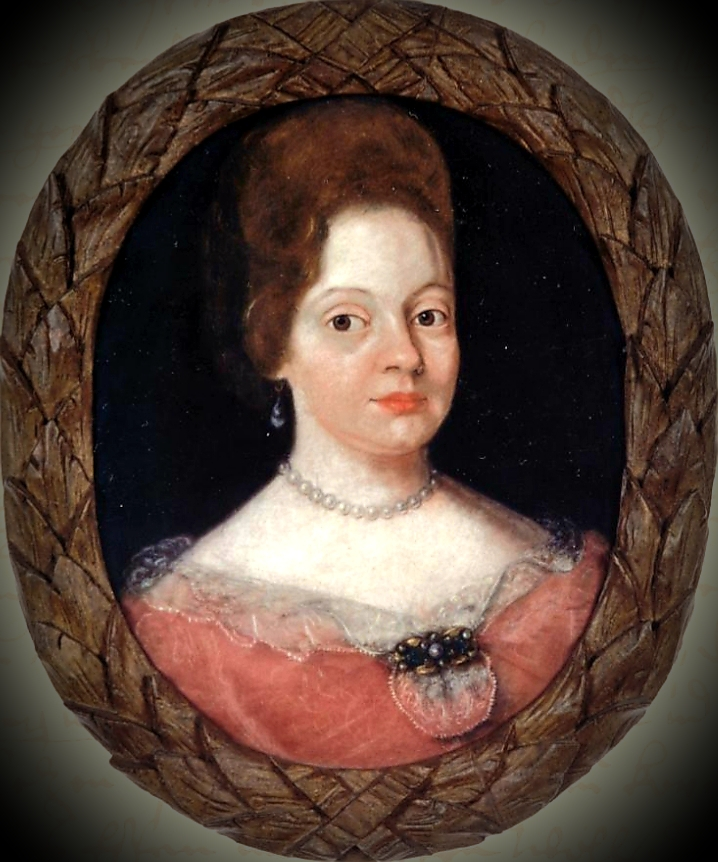
Porträt der Catharina Regina von Greiffenberg

Als Ort der barocken Adelskultur wurde die zum wohnlichen Schloss umgestaltete Burg im 17. Jahrhundert durch die Dichterin Catharina Regina von Greiffenberg in Verbindung mit der Schallaburg bei Melk zu einem bedeutenden Zentrum protestantischer Kultur in Niederösterreich.
Die Reichsfreiherren von Risenfels besaßen das Schloss vom 17. bis ins 20. Jahrhundert. Melanie von Risenfels (1898–1984) war mit Erzherzog Franz Salvator von Österreich-Toskana verheiratet.
Infolge einer Einsturzkatastrophe im Jahr 1923 wurde das mittelalterliche Hochschloss und Teile des Renaissancebaus dem langsamen Verfall preisgegeben, die Anlage blieb aber weiterhin bewohnt. Erst 1991 durch Thomas Wassibauer und ab 2005 von Maximilian Mautner Markhof wurde das Burg-Schloss-Ensemble wiederhergestellt.

## Architektur
Das Schloss Seisenegg, das mit dem herrschaftlichen Meierhof, dem Schüttkasten, dem Presshaus, dem „Gräfenstöckl“ (ehem. Gästehaus) und der Schlosstaverne einst eine wirtschaftliche Einheit darstellte, bildet seit altersher ein architektonisches Ensemble, dessen einzelne Teile nunmehr unterschiedliche Besitzer aufweisen und großteils unter Denkmalschutz (Listeneintrag) stehen.

## Galerie

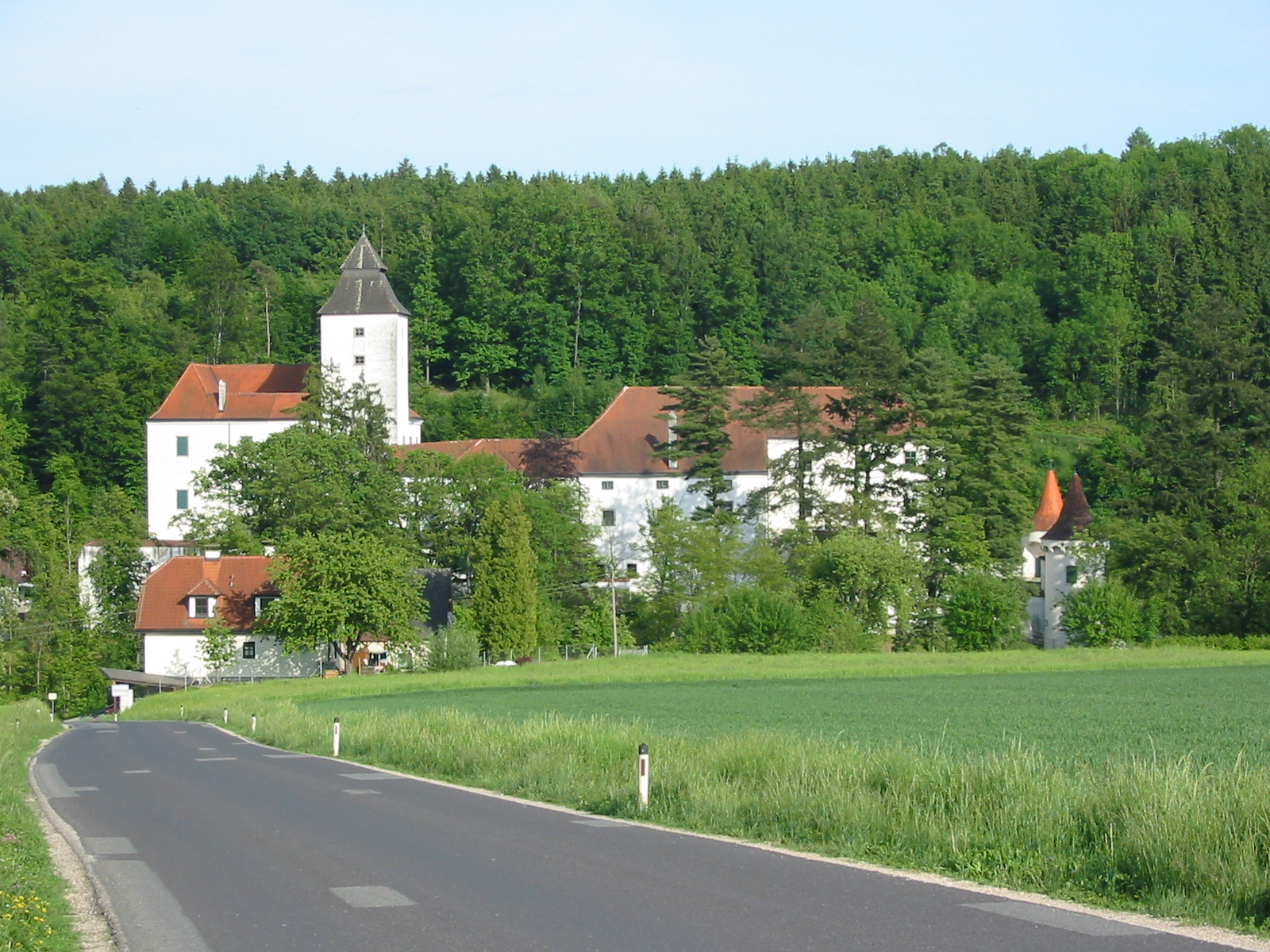
Schloss Seisenegg – Westseite
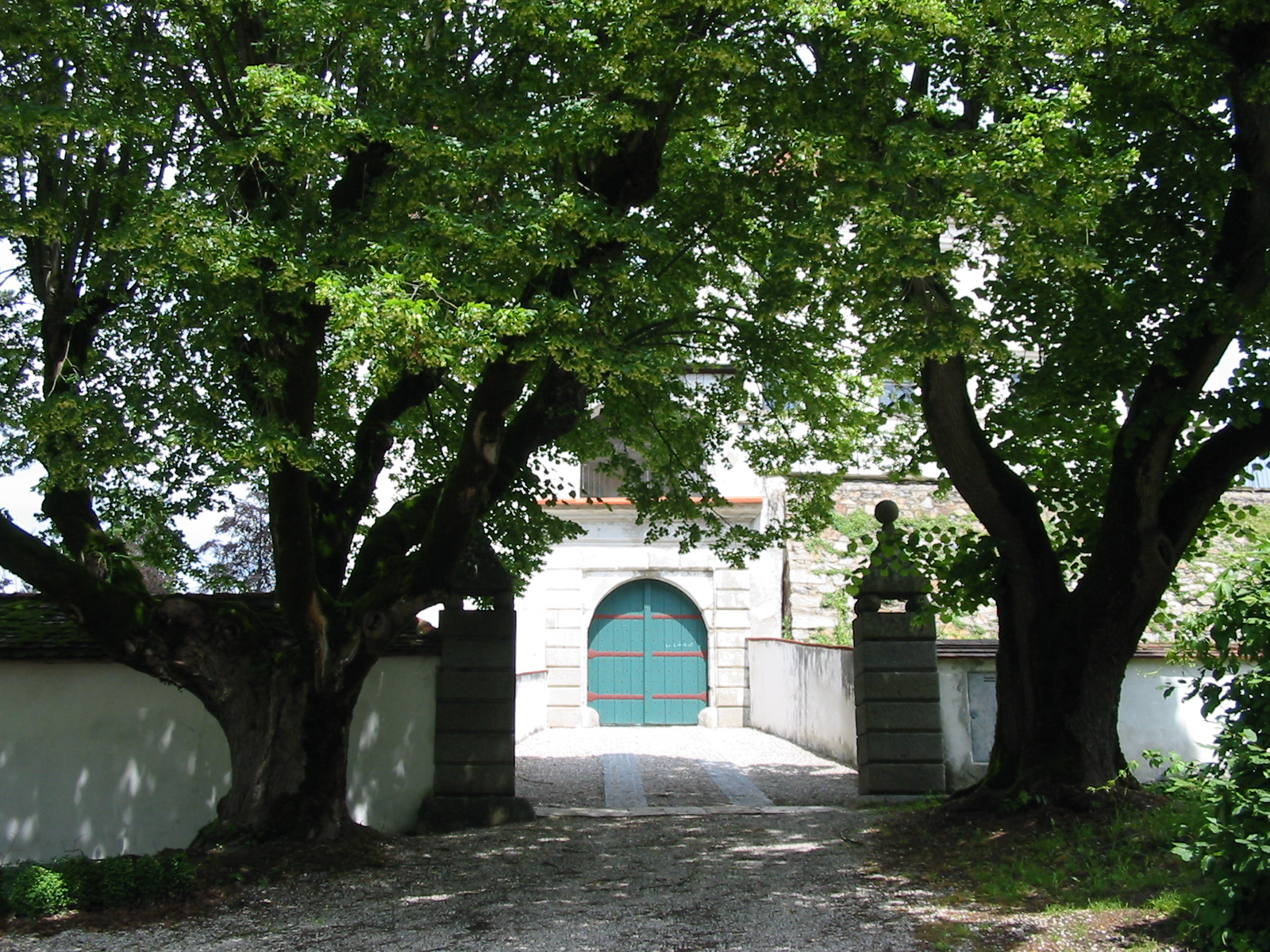
Schloss Seisenegg – Tor auf der Südseite
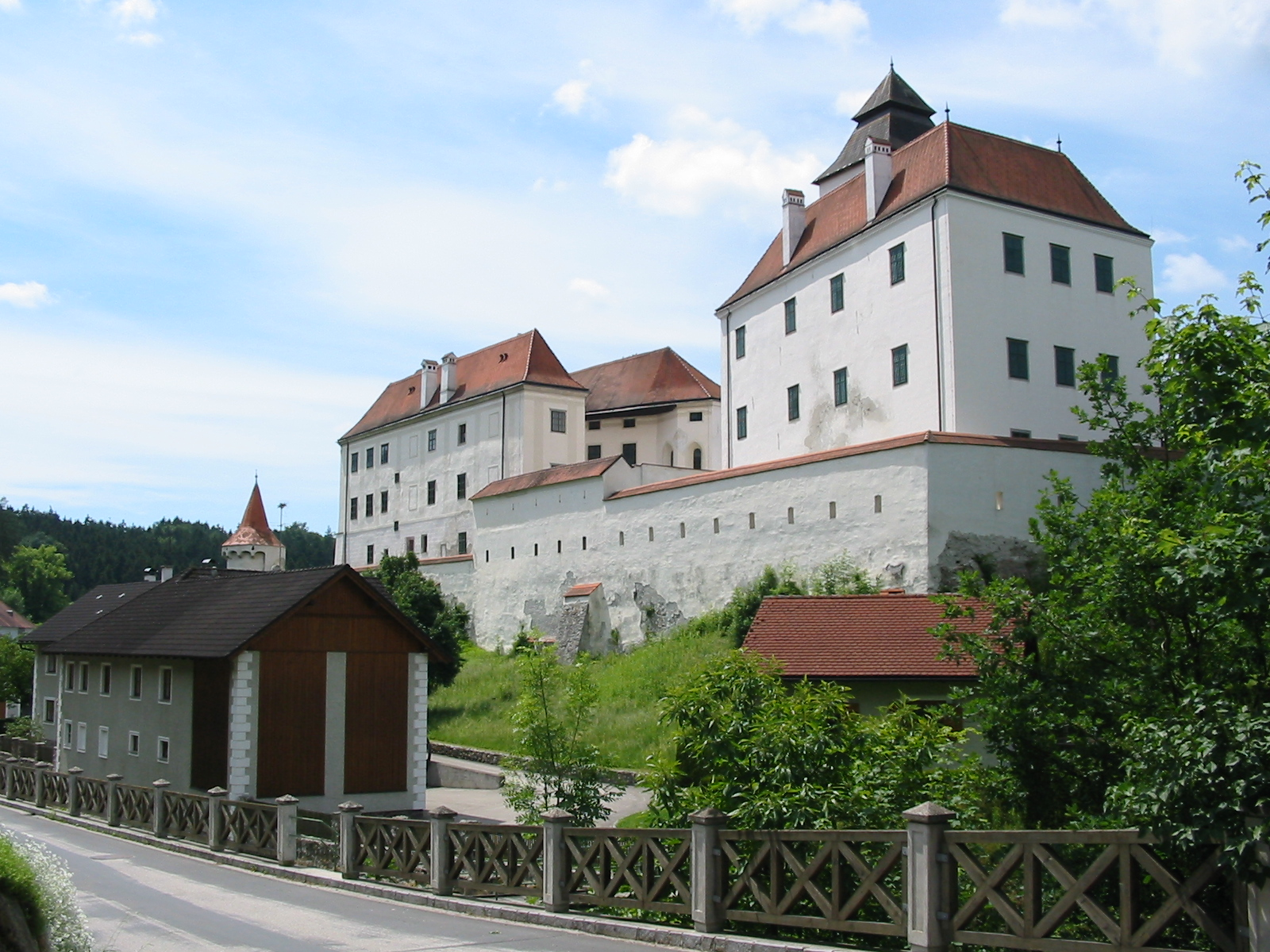
Schloss Seisenegg – Nordostseite
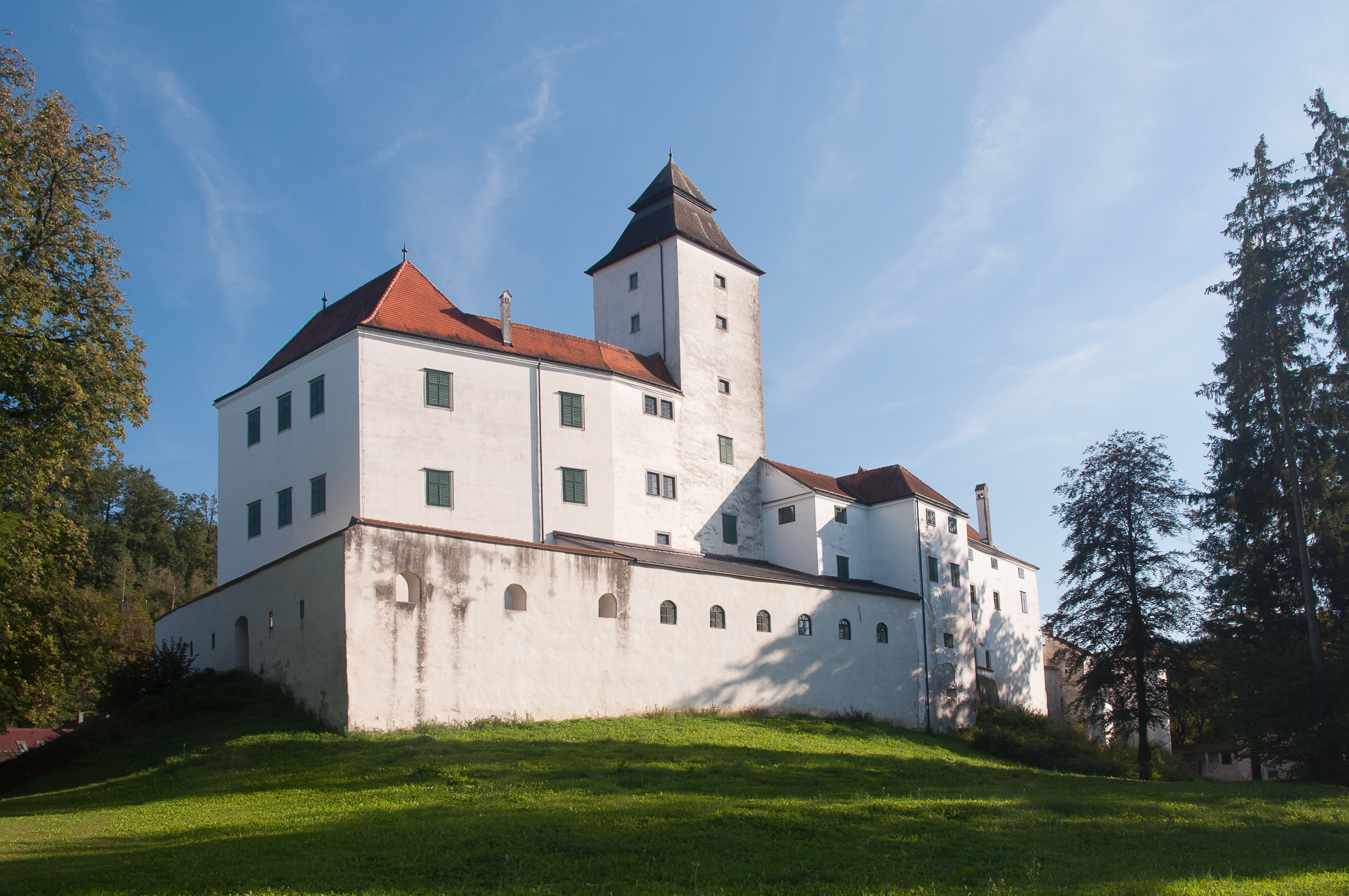
Schloss Seisenegg – Nordwestseite
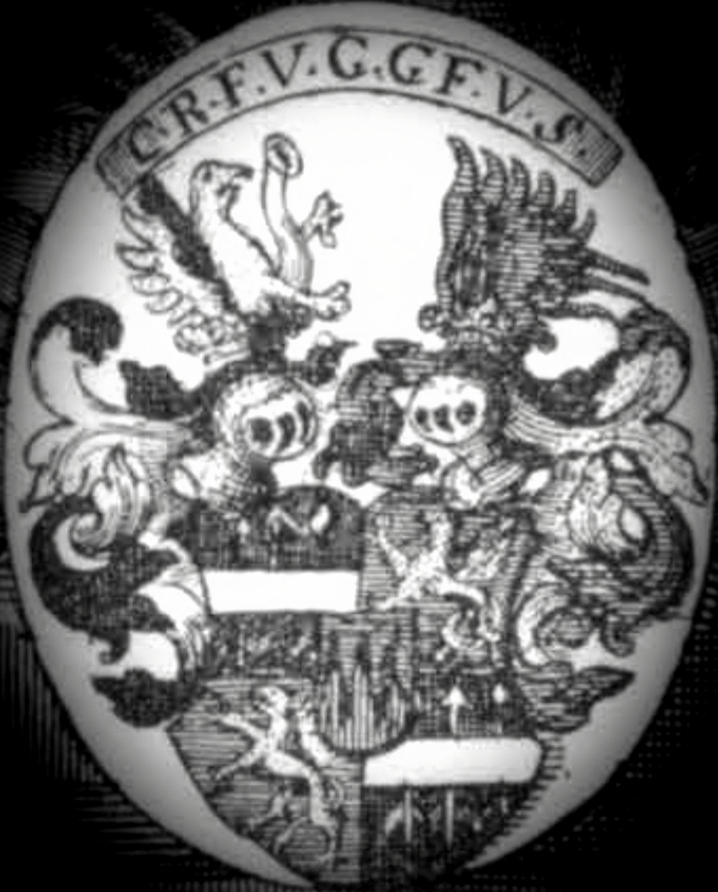
Greiffenberg Wappen
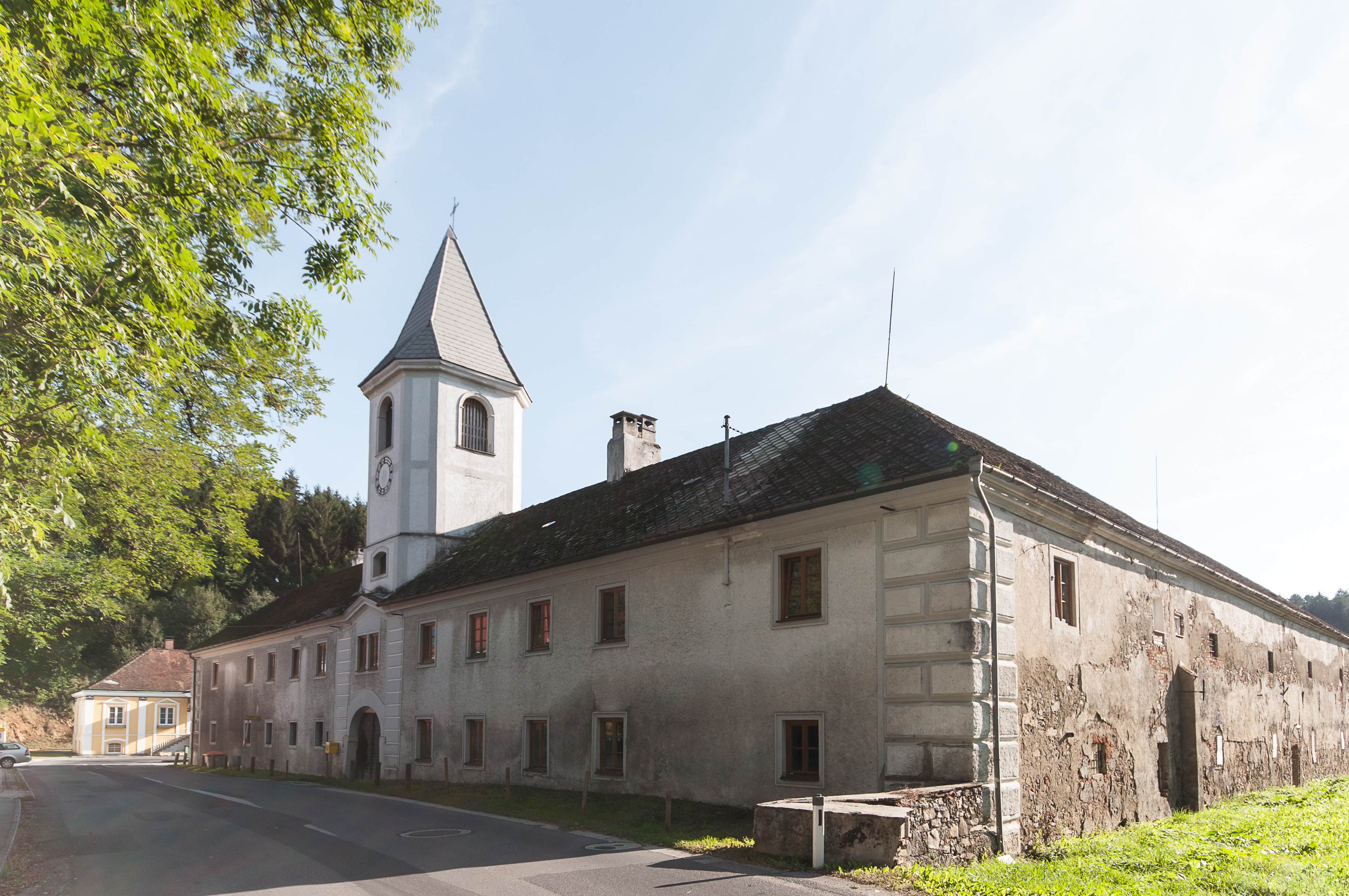
Schloss Seisenegg - Meierhof